# Vasszilvágy
Vasszilvágy is een plaats (község) en gemeente in het Hongaarse comitaat Vas. Vasszilvágy telt 385 inwoners (2001).